# Zdenka Walló
Zdeňka Walló (roz. Zdena Drobnerová; 8. července 1894 Praha – květen 1944 vyhlazovací tábor Osvětim-Březinka) byla česká rozhlasová hlasatelka a redaktorka židovského původu, historicky druhá žena-hlasatelka československého Radiojournalu. Byla nevlastní babičkou spisovatelky a televizní režisérky Olgy Walló.

## Život

### Mládí
Narodila se v Praze v německy mluvící židovské rodině lékaře Emila Drobnera a Idy (Adléty), rozené Kafkové. Otec v jejím dětství odcestoval jako lodní lékař do zahraničí a vychovávala ji matka. Získala dobré jazykové vzdělání: absolvovala pensionát s německou výukou, následně odcestovala do Švýcarska, kde dva roky studovala na francouzské škole, krátce studovala také zpěv na pražské konzervatoři. Po smrti otce absolvovala úřednický kurz a poté sedm let pracovala jako úřednice v uzenářském závodě (střívkárna). Posléze se provdala za majitele podniku Karla Michaela Walló.

### Rozhlas

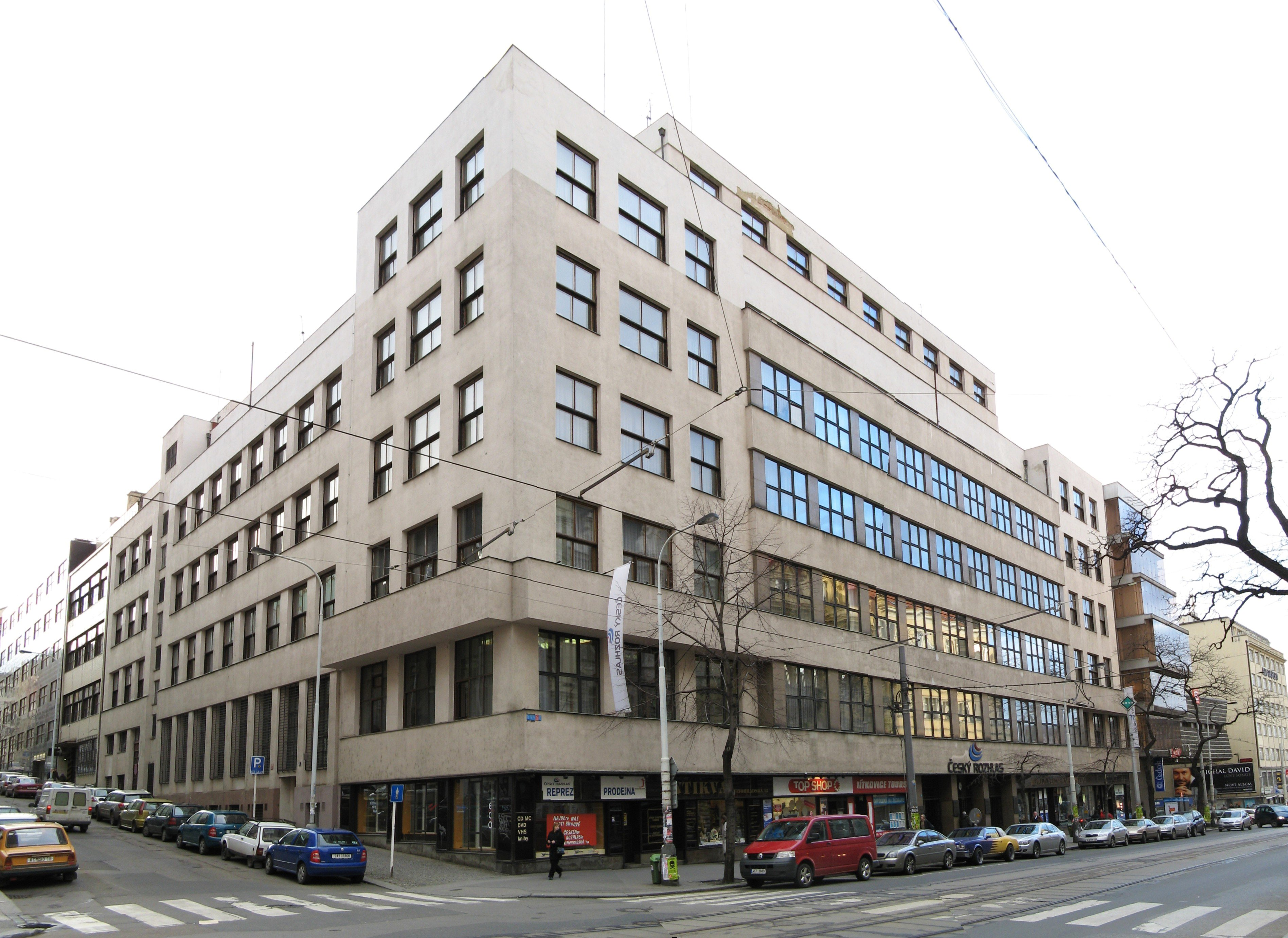
Hlavní budova někdejšího Radiojournalu v Praze ve Vinohradské ulici

Po krachu řeznického závodu okolo roku 1928 začala pracovat jako dramaturgyně do pražských poboček amerických filmových společností Metro-Goldwyn-Mayer a Universal Film. Po vlně propouštění vinou Velké hospodářské krize přijala místo úřednice v Československém autoklubu. Zde roku 1934 propůjčila svůj hlas do krátké reportáže z automobilového závodu Tisíc mil československých dodané do vysílání pražského Radiojournalu, hlavní vysílací stanice v zemi. Redakci její hlasový výkon a osobnost Walló zaujala, byla pozvána na pohovor a téhož roku přijata jako korespondentka a hlasatelka do osmičlenné cizojazyčné redakce. Po Emílii Tučkové-Kočové byla teprve druhou v Radiojournalu zaměstnanou hlasatelkou.
Její jazykové schopnosti byly užívány k vysílání v cizích jazycích, především němčině či francouzštině. Těšila se široké posluchačské oblibě jak v Československu, tak v zahraničí (od jistého zahraničního ctitele obdržela jako dar kůži tygra, z níž si nechala ušít kožich) a patřila k předním osobnostem stanice. V polovině 30. let zemřel její manžel Karel a ona se starala o dvě jeho děti z prvního manželství. Její zdravotní stav se zhoršil vinou několika těžkých nemocí, dostala se do finanční tísně, ze které ji vypomáhali kolegové z rozhlasu.

### Po roce 1939
Od období zřízení tzv. druhé republiky roku 1938 a následného vzniku Protektorátu Čechy a Morava 15. března 1939 byla rodina Walló kvůli svému židovskému původu na základě tzv. Norimberských zákonů protektorátními úřady pod vlivem nacistického Německa perzekvována. V červnu 1939 dostala výpověď z rozhlasu, její existenční problémy se prohloubily. Žila s matkou a dětmi na Vinohradech v Americké ulici.

### Úmrtí
Zdenka Walló byla v červenci 1942 spolu s matkou transportována do Koncentračního tábora Terezín do koncentračního tábora. Po dvou letech byly obě přemístěny do vyhlazovacího tábora Osvětim-Březinka na dnešním území Polska, kde Zdenka Walló ještě v květnu 1944 v plynových komorách se svou matkou zemřela.
Její památku připomíná jméno na pamětní desce ve vestibulu budovy Českého rozhlasu na Vinohradské třídě v Praze.

### Rodinný život
Byla vdaná za obchodníka Karla Walló (ten měl před svatbou poměr s její matkou), v manželství vychovávali Karlovy děti z prvního manželství Olgu a Ladislava. Těm se válku podařilo přežít.